# Amblioponins
Els amblioponins (Amblyoponinae) són una subfamília de formigues principalment depredadores subterrànies.

## Identificació
Els amblioponins es caracteritzen per aquests caràcters en les obreres: ulls petits o absents, situats darrere de la longitud mitjana del costat del cap; marge anterior de clipi amb una seta dentiforme especialitzada; sutura promesonotal flexible; pecíol molt unit al segment abdominal 3 i sense una cara posterior diferent; postpecíol absent; fibló present i ben desenvolupat.

## Taxonomia
Aquesta subfamília anteriorment era considerada una tribu dins Ponerinae, però va ser elevada a la seva pròpia subfamília l'any 2003 quan Barry Bolton dividí Ponerinae en sis subfamílies.
La subfamília Amblyoponinae inclou 9 gèneres actuals amb un total de 145 espècies:
- Amblyoponinae Forel, 1893
  - Amblyoponini Forel, 1893
    - Adetomyrma Ward, 1994
    - Amblyopone Erichson, 1842
    - †Casaleia Pagliano & Scaramozzino, 1990
    - Fulakora
    - Myopopone Roger, 1861
    - Mystrium Roger, 1862
    - Onychomyrmex Emery, 1895
    - Prionopelta Mayr, 1866
    - Stigmatomma Roger, 1859
    - Xymmer Santschi, 1914